# Breede
Breede (Gronings: Brij of Breij), ook wel De Bree genoemd, is een klein dorp in de gemeente Het Hogeland in het noorden van de Nederlandse provincie Groningen. Het grenst aan het dorp Warffum en viel tot 1990 ook onder de gemeente met deze naam.

## Etymologie
Voor de naam Breede worden twee verklaringen aangedragen:
- Een samentrekking van brede en Aa, oftewel brede waterloop;
- Een bree(de), oorspronkelijk lang stuk land, in het oosten van Nederland de naam voor een akker op de es.

## Kerk
De Kerk van Breede is een zaalkerkje dat omstreeks 1300 (ook de jaartallen 1150 en 1400 worden genoemd) werd gebouwd in dezelfde periode dat ook het dorpje ontstond op de kwelderrug. In dat jaar werd de kerk afgescheiden van Warffum (in 1971 werd de kerkelijke gemeente weer gefuseerd met Warffum). De kerk is opgetrokken in romano-gotische stijl. Het dak was oorspronkelijk bedekt met monniken en nonnen, maar tegenwoordig met blauw geglazuurde Hollandse dakpannen. De kerk had waarschijnlijk oorspronkelijk een vrijstaande toren, maar in de 17e eeuw kreeg ze eerst een klokkenstoel en vervolgens een dakruiter. De kerkklok dateert van 1616. In de 19e eeuw werd de kerk ingrijpend verbouwd en kreeg haar huidige uiterlijk. In de kerk staat een Van Oeckelenorgel uit 1849. De huidige preekstoel dateert van 1853. Binnen- en buitenzijde van de kerk zijn in de 19e eeuw gepleisterd. In 1949 vertrok de laatste predikant en in 1971 werd de kerkgemeente gefuseerd met die van Warffum. Het kerkgebouw verviel vervolgens, maar werd na een inzamelingsactie door bewoners en mensen uit de omgeving tussen 1981 en 1983 hersteld. Het kerkje kreeg vervolgens een multifunctionele bestemming. Het doet tegenwoordig dienst als trouw- en als uitvaartlocatie. Daarnaast vinden er regelmatig concerten, tentoonstellingen en lezingen in het kerkje plaats. Een enkele keer gebruikt de hervormde gemeente van Warffum-Breede de kerk nog voor kerkdiensten. De begraafplaats naast de kerk is nog steeds eigendom van de hervormde gemeente Warffum-Breede. In 1992 werd het kerkje door de hervormde gemeente overgedragen aan de Stichting Oude Groninger Kerken. Rond het kerkhof staat een laag gietijzeren hekwerk uit 1864.

## Pastorie
Naast de kerk staat de oude en eveneens witgepleisterde pastorie. De eerste pastorie zal in dezelfde periode als de kerk zijn gebouwd. Niet altijd heeft er een dominee gestaan: Na de reductie duurde het nog tot 1616 alvorens er een geschikte predikant werd gevonden. In de jaren 1650 en 1750 werd de pastorie verbouwd met de kerkverbouwingen mee. Bij de laatste vernieuwing kreeg de pastorie het aanzien van een pastorieboerderij (weem) met een vierkant voorhuis met aan oostzijde een schuur. Daarvoor stond er een eenlaags dwarshuis met achterhuis en schuur. In 1912 kreeg Breede een nieuwe dominee in de persoon van A. van Riemsdijk. Onder zijn leiding werd de schuur gesloopt en vervangen door een koetshuis. De pastorie kreeg een nieuw schilddak en op het vrijgekomen terrein achter de pastorie werd een nieuwe begraafplaats aangelegd. Het kerkhof werd daarop gesloten voor nieuwe teraardebestellingen. Van Riemsdijk overleed in 1949 en de gemeente wist geen nieuwe dominee aan te trekken, waarop de pastorie vrijkwam voor een nieuwe bestemming. In de jaren daarna werd de pastorie door hervormde vrijwilligers verbouwd tot 'vormingscentrum' (De Breede), dat in 1952 zijn deuren opende. In dit vormingscentrum werd door de hervormde kerk aandacht besteed aan ontwikkelingen en problemen van de christelijke bevolking op het platteland (gemeenschapsvorming, gezinsontwikkeling, jeugdwerk, ontvolking op het platteland). Het vormingscentrum werd zo'n succes dat het in 1960 moest worden verplaatst naar een nieuwe locatie in Obergum, dat voor de bus- en treinreizigers iets gunstiger gelegen was.

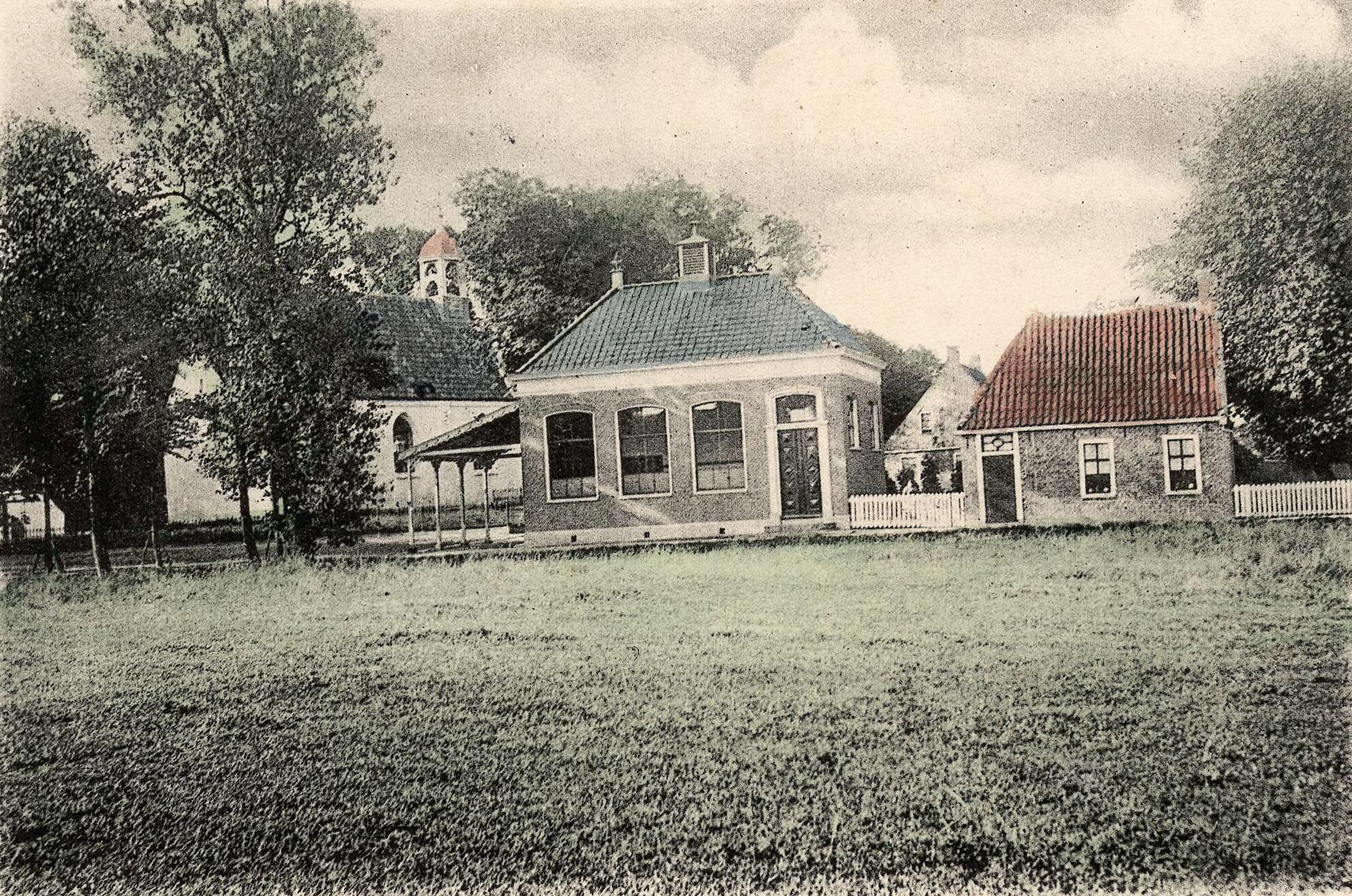
Het kerkje, de oude school (afgebroken in 1952) en de meesterswoning (afgebroken in 1906) op een oude ansichtkaart van rond 1905

De pastorie was vervolgens nog enige tijd in gebruik als recreatiecentrum, maar werd in 1970 uiteindelijk verbouwd tot woonhuis.

## Kosterij en school
Reeds in de 17e eeuw had Breede al een school. In 1752 werd een kosterij gebouwd, waarvan het zuidelijk deel dienstdeed als school.In 1789 werd Freerk Simon Havinga tot 1840 hoofd van de school en tevens koster, voorzanger en met als nevenberoep schoenmaker. Omdat Breede nooit een grote plaats werd en het schoolbezoek onregelmatig was in verband met werk op het land, was het gebouw niet altijd open. In 1806 werd de school wegens gebrek aan leerlingen gesloten. Na 30 jaar werd in 1836 een nieuwe poging ondernomen na het verbouwen van school. In 1881-82 werd het schooldeel van de kosterij afgebroken en vervangen door een nieuw en groter schoolgebouw voor 36 leerlingen. Het noordelijk deel van de kosterij uit 1752 werd hierdoor een losstaand huis voor de koster-schoolmeester. Dat de school relatief groot was geworden wordt toegerekend aan meester Jacobus Roegholt, die sinds 1849 de scepter over de school zwaaide en uitstekende pedagogische kwaliteiten bezat, waardoor deze populair was. Na zijn overlijden in 1895 werd de school dan ook meteen gesloten. De meesterswoning bleef nog een tijdlang in gebruik door koster en organist P. Kuipers, die van 1896 tot 1924 tevens schoolmeester aan de openbare lagere school in Warffum was. In 1906 liet de kerkvoogdij de oude kosterij (meesterswoning) afbreken en vervangen door een nieuw huis. Het schooltje werd na nog diverse bestemmingen te hebben gehad, waaronder die van noodwoning tijdens de Tweede Wereldoorlog, in 1952 uiteindelijk op afbraak verkocht.

## Overige gebouwen
Breede bestaat uit enkele tientallen huizen, waarvan de meeste langs de secundaire weg Warffum-Baflo staan. Dit zijn vooral arbeidershuisjes. In enkele van deze huizen bevonden zich vroeger kruidenierszaakjes. Het oude huis naast de kerk aan de secundaire weg vormt het oude voorhuis van een boerderij, waarvan de schuren in 1916 werden afgebroken. Het voorhuis werd vervolgens verbouwd tot twee arbeiderswoningen. In 1960 werd de nieuwe weg tussen Warffum en Baflo achter de arbeiderswoningen aangelegd. Behalve langs de secundaire weg staan er ook een drietal huizen achter het zwembad aan het fietspad naar het Warffumerbos.
Ten westen van Breede staat het zogenoemde Brintahuisje, een witgepleisterd idyllisch gelegen arbeidershuisje dat van 1982 tot 1988 achterop pakken Brinta stond.

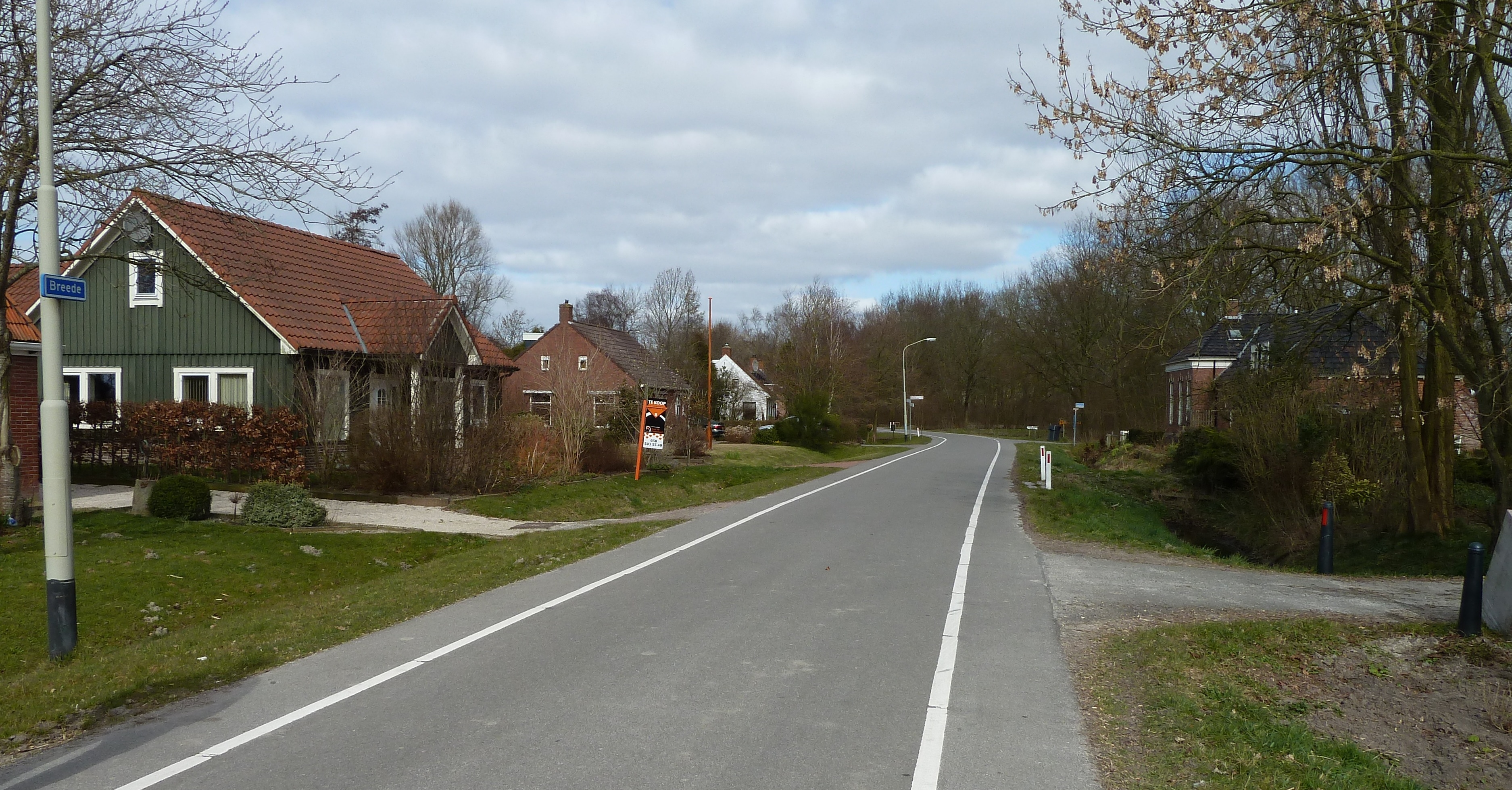
Huizen aan de weg door Breede
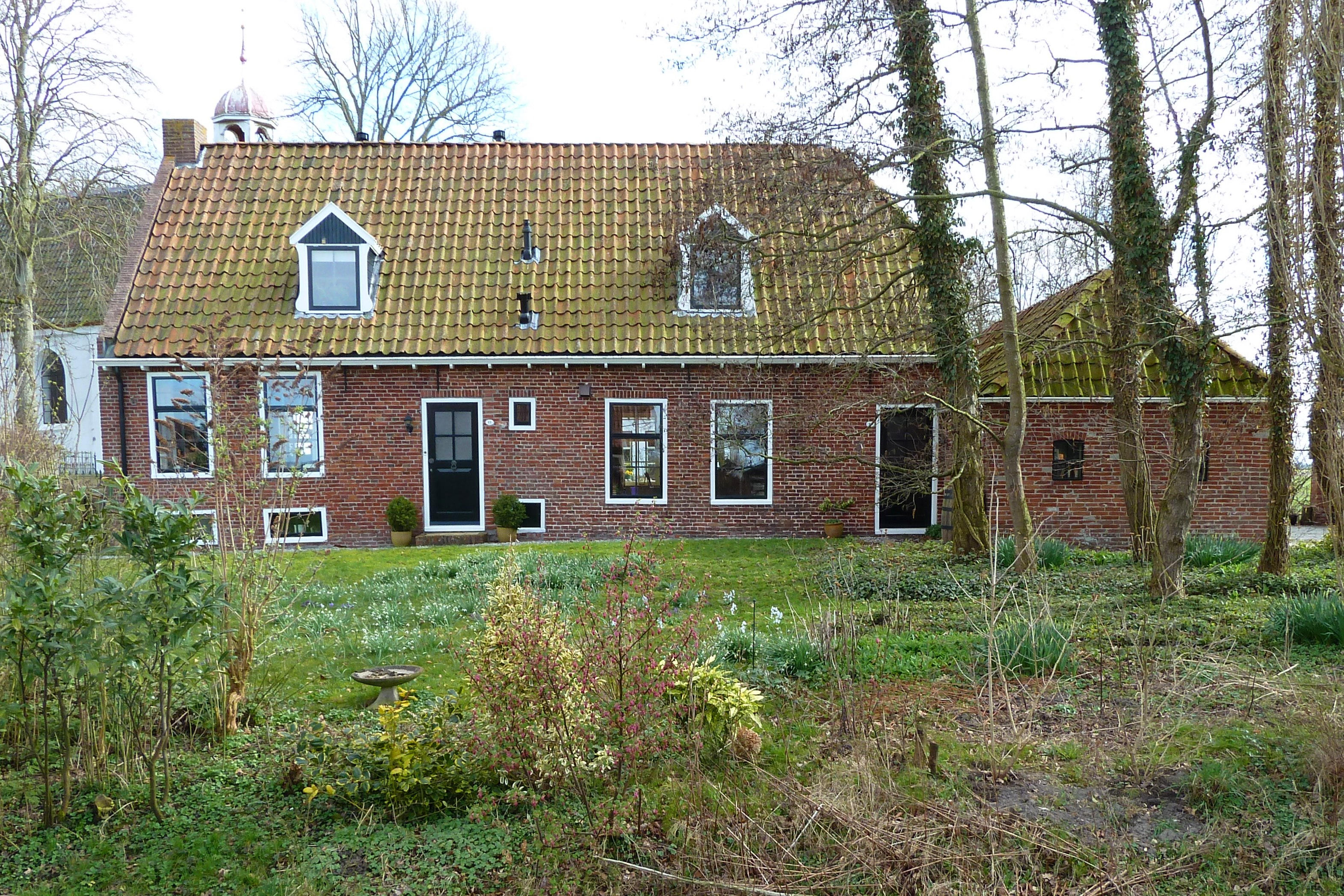
Tot arbeiderswoningen verbouwd voorhuis van boerderij
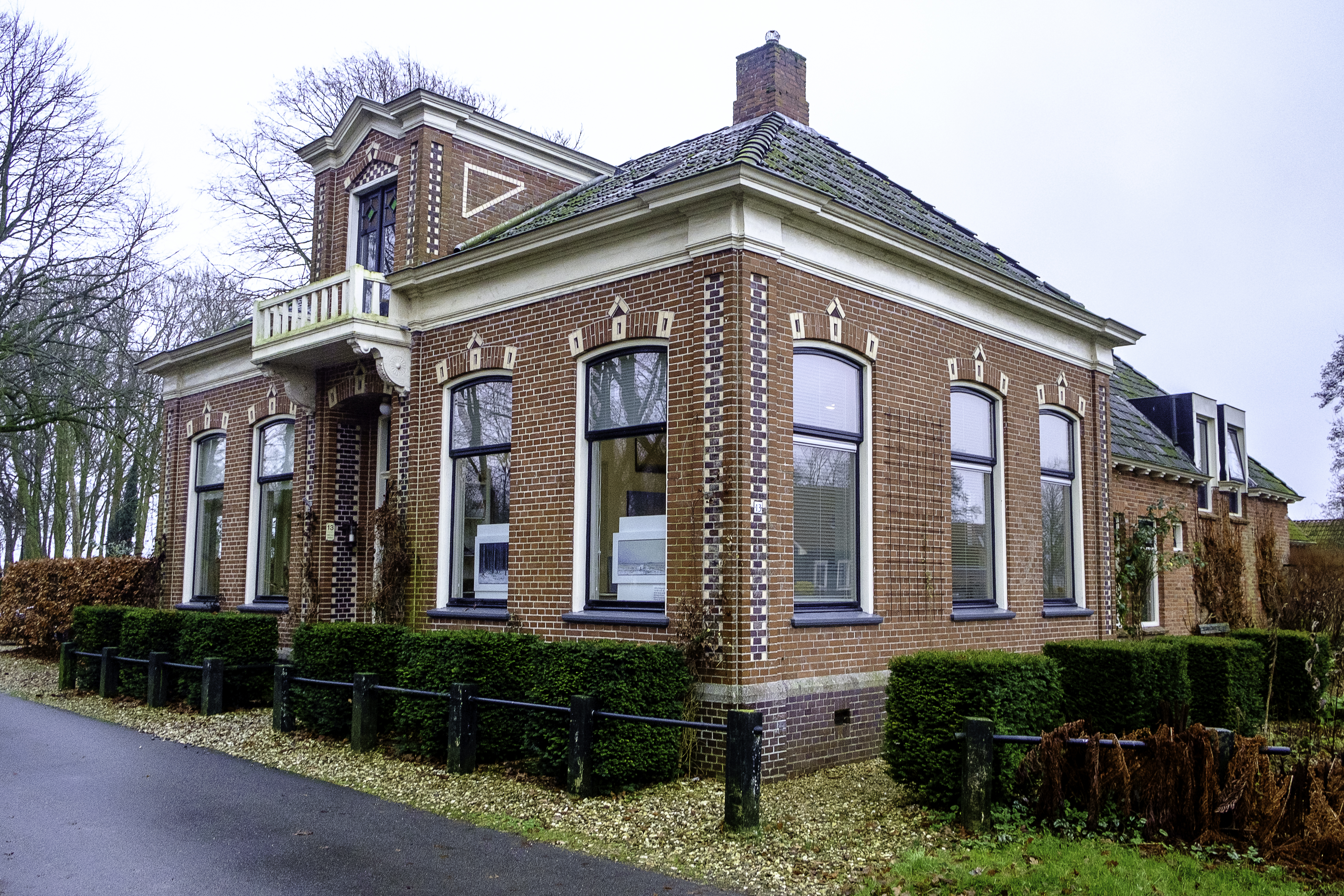
Dit huis werd gebouwd ter vervanging van de meesterswoning in 1906
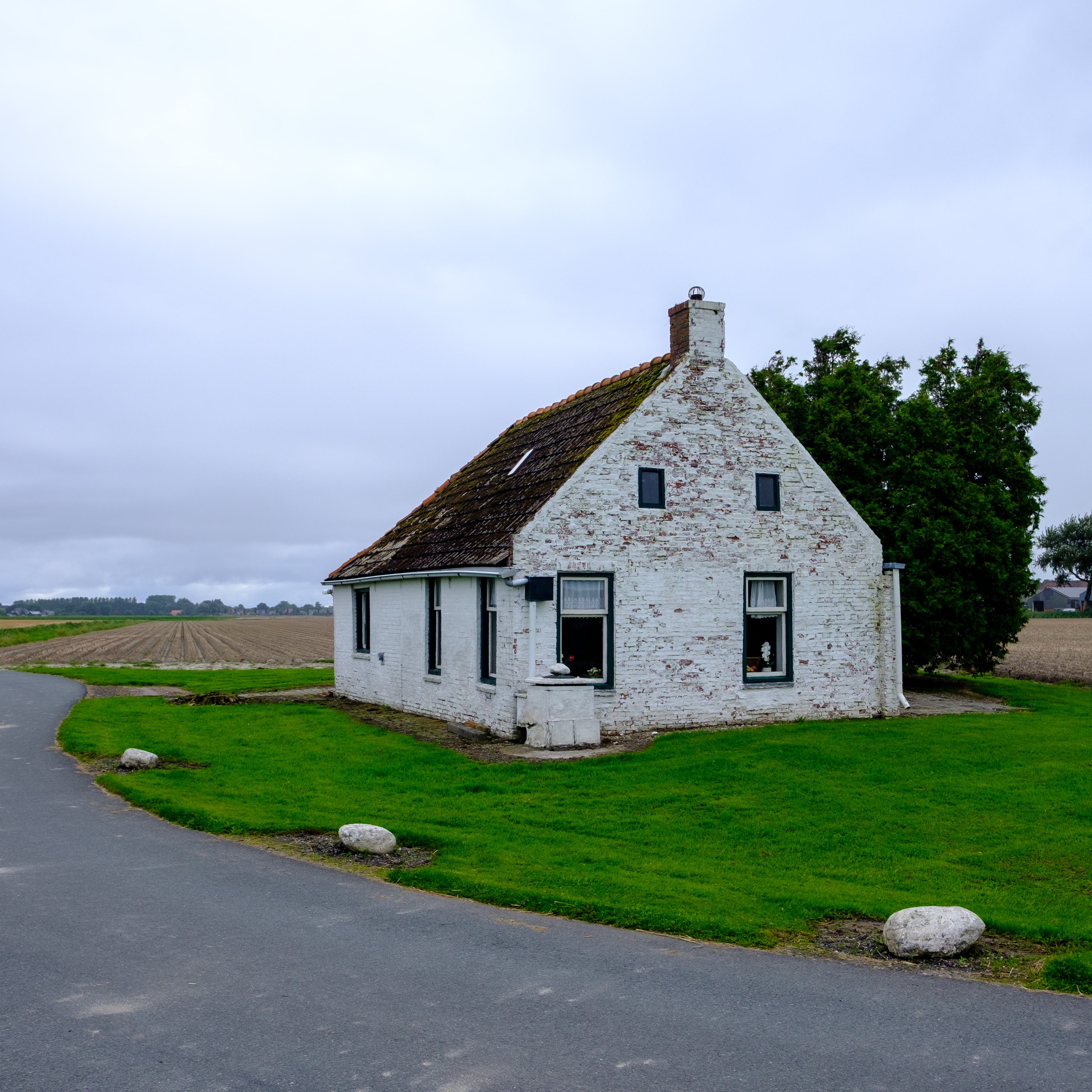
Het Brintahuisje

## Borg

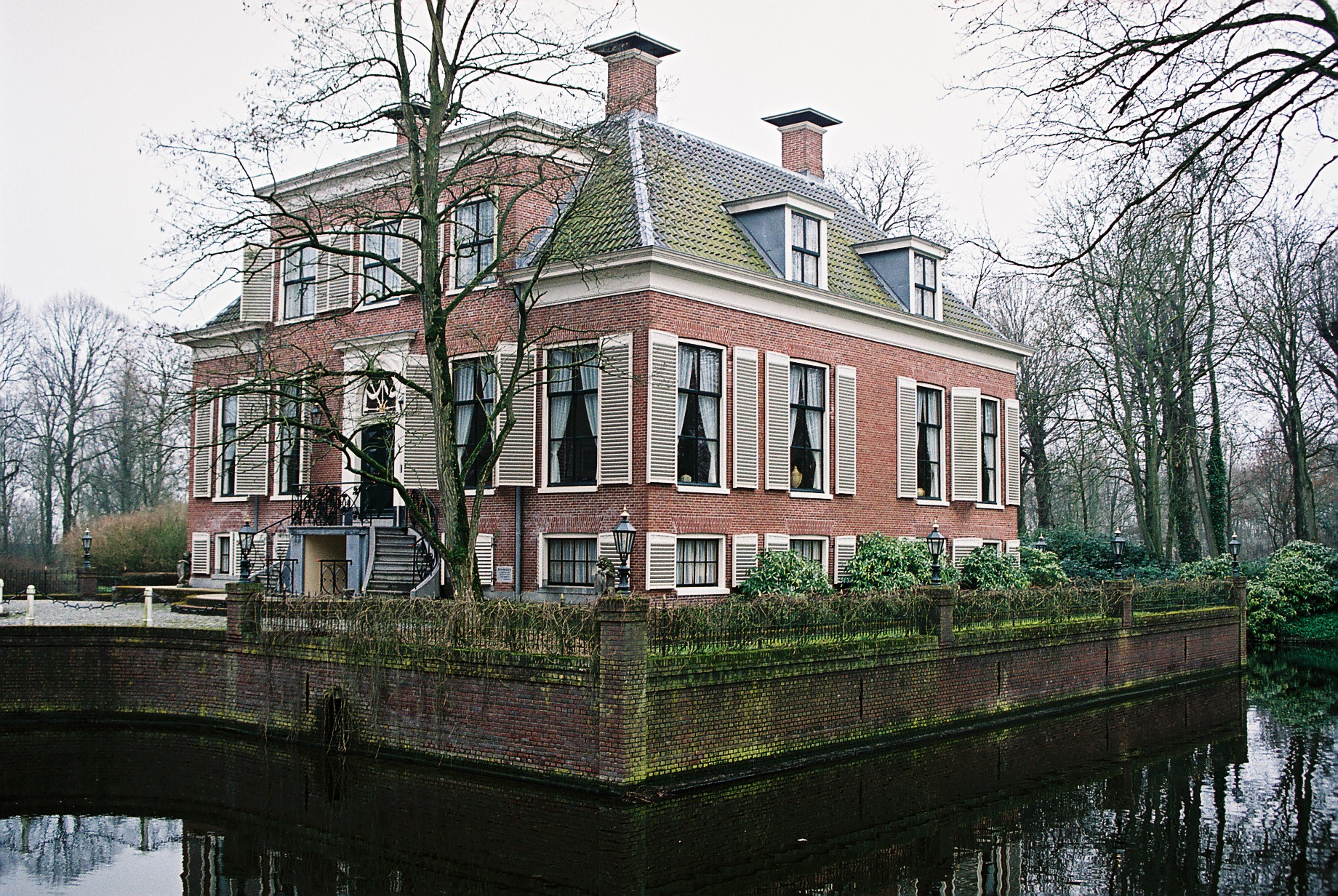
De Breedenborg

Bij Breede staat de Breedenborg, een borg die in 1587 werd gebouwd, maar rond 1850 sterk werd gewijzigd. In 1963 werd de borg gekocht door de gemeente Warffum, die het een recreatieve bestemming wilde geven, evenals het omliggende terrein, waar een zwembad, minigolfbaan en een camping verrezen. De borg werd vervolgens een hotel-restaurant. In 1982 brandde de borg af, maar na jaren van getouwtrek tussen pachters en de gemeente Warffum werd de borg tussen 1990 en 1992 herbouwd onder leiding van ingenieur Jaap Reenders van Nacap, een dochteronderneming van bouwondernemer Henk Koop, die de borg sindsdien in bezit heeft. Het gebouw wordt door hem gebruikt voor bedrijfsmatige activiteiten (interne opleidingen en trainingen) van Koop en kan worden afgehuurd. Rondom de borg ligt een 19e-eeuwse tuin met kenmerken van een Engelse tuin. In de tuin staat ook een in de 20e eeuw vernieuwde duivenslag.

## Recreatieve voorzieningen
In Breede zijn enkele recreatieve voorzieningen te vinden. Naast de recentelijk geprivatiseerde camping De Breede, is er het in 1966 aangelegde gelijknamige zwembad dat eigendom is van de gemeente Het Hogeland. Het zwembad wordt geëxploiteerd door de stichting Zwembaden Eemsmond en de camping. Het zwembad doet hoofdzakelijk dienst voor de inwoners van Warffum en Usquert alsmede voor de bewoners van Baflo en Den Andel. Bij het complex zijn ook de tennisbanen van de Tennisclub Warffum te vinden.